# Manuilivka, Mala Vîska
Manuilivka (în ucraineană Мануйлівка) este localitatea de reședință a comunei Manuilivka din raionul Mala Vîska, regiunea Kirovohrad, Ucraina.

## Demografie
Componența lingvistică a localității Manuilivka
     Ucraineană (97,98%)
     Rusă (1,78%)
     Alte limbi (0,24%)
Conform recensământului din 2001, majoritatea populației localității Manuilivka era vorbitoare de ucraineană (97,98%), existând în minoritate și vorbitori de rusă (1,78%).